# Der Staatsanwalt hat das Wort: Der Fall Valentin Erbsand
Der Fall Valentin Erbsand ist ein deutscher Fernsehfilm von Horst Zaeske aus dem Jahr 1971. Das kriminologische Fernsehspiel erschien als 18. Folge der Filmreihe Der Staatsanwalt hat das Wort.

## Handlung
Der Film schildert einen Fall, in dem durch ungenügende Beachtung der Brandschutzbestimmungen für Schweißarbeiten ein Millionenschaden entstand. Schuld trug nicht allein der Schlosser Valentin Erbsand, der die Stelle eines Schweißers annahm und Schweißarbeiten ausführte, obwohl er nie einen Befähigungsschein erworben hatte. Auch Meister Hobohm, der ansonsten als äußerst gewissenhaft bekannt war, muss sich vor Gericht verantworten, da er nicht nur dem vorgeblichen Schweißer Vertrauen geschenkt hatte, sondern auch seine Aufsichtspflichten sträflich vernachlässigte.

## Produktion
Der Fall Valentin Erbsand (Arbeitstitel: Brand im E-Werk) entstand im Jahr 1971 im Zuständigkeitsbereich des Deutschen Fernsehfunks, Bereich Unterhaltende Dramatik – Redaktion „Staatsanwalt“.
Dramaturgie: Käthe Riemann; Kommentare: Peter Przybylski.
Das Filmmaterial gilt als verschollen.